# Michał Iwanowicz Ostrogski
Michał Iwanowicz Ostrogski herbu własnego (zm. po marcu 1501 roku) – starosta łucki w latach 1500–1501, marszałek ziemi wołyńskiej w latach 1500-1501.